# Daniel Carvalho
Daniel da Silva Carvalho (* 1. März 1983 in Pelotas) ist ein ehemaliger brasilianischer Fußballprofi. Er spielte meist im offensiven Mittelfeld, aber teilweise auch als Stürmer.

## Verein
Nach drei erfolgreichen Jahren beim Internacional SC aus Porto Alegre wechselte er 2004 für knapp 4,2 Millionen Euro zum russischen Klub ZSKA Moskau. Er war einer der Garanten für den UEFA-Pokal-Sieg Moskaus 2005. Beim 3:1 im Finale gegen Sporting Lissabon bereitete er alle drei Treffer vor und wurde zum Man of the Match gewählt.
Im Juli 2008 wurde Carvalho für ein halbes Jahr an seinen alten Verein Internacional ausgeliehen. Anfang des Jahres 2010 wechselte er wiederum auf Leihbasis zum arabischen Klub al-Arabi. Hier blieb er bis April 2010, danach kehrte nicht nach Moskau zurück, sondern wechselte in seine Heimat zu Atlético Mineiro. Nach Abschluss der Saison 2011 ging Carvalho nach São Paulo zum Ligakonkurrenten SE Palmeiras. Sein Vertrag lief bis zum 31. Dezember und enthielt die Option auf eine Verlängerung für weitere zwei Jahre. Am Ende der Série A 2012 im Dezember belegte Palmeiras den 18. Platz und musste in die Série B absteigen. Der Vertrag mit Carvalho wurde daraufhin nicht verlängert.
Erst im März 2013 fand er mit dem  Criciúma EC einen neuem Klub. Im Oktober des Jahres wurde Carvalho hier wieder entlassen. Er kündigte daraufhin an, wieder Futsal spielen zu wollen. Nach über einem Jahr fing Carvalho dann im April 2015 beim Botafogo FR wieder als Profifußballer an. Ein Angebot zur Vertragsverlängerung lehnte er im November des Jahres ab.
Carvalho ging zur Saison 2016 zum Goiás EC. Wurde hier aber wegen Verletzungen im September vorzeitig entlassen. 2017 trat er noch für den EC Pelotas an. Danach beendete er seine aktive Laufbahn.

## Nationalmannschaft
Daniel Carvalho wurde bei der Junioren-WM-2003 zum drittbesten Spieler des Turniers gewählt.
Am 16. August 2006 machte er sein Debüt für die Nationalmannschaft von Brasilien. In dem Spiel gegen Norwegen schoss er auch sein erstes Länderspieltor.

## Erfolge
U20–Nationalmannschaft
- U20-Weltmeister: 2003

ZSKA Moskau
- UEFA-Pokal-Sieger: 2005
- Russischer Supercup-Sieger: 2004, 2005, 2006, 2007
- Russischer Pokalsieger: 2005, 2006, 2008
- Russischer Meister: 2005, 2006

Internacional
- Copa Sudamericana: 2008

Palmeiras
- Copa do Brasil: 2012

Botafogo
- Série B: 2015

Goiás
- Staatsmeisterschaft von Goiás: 2016